# 36 Estoński Batalion Frontowy Schutzmannschaft Arensburg
36 Estoński Batalion Frontowy Schutzmannschaft „Arensburg” (niem. Schutzmannschafts-Front-Bataillon 36 „Arensburg”, est. 36. Kaitse Rindepataljon) – ochotnicza jednostka policyjna Wehrmachtu złożona z Estończyków podczas II wojny światowej.

## Historia
Batalion został sformowany w Tartu na przełomie 1941 i 1942 r. Liczył ok. 600 ludzi. W jego skład weszli ochotnicy estońscy pochodzący z Tartu, Kuressaare (Arensburgu), wysp Hiuma i Sarema. Dowództwo objął kpt. Tarjo, a wkrótce mjr Julius Renter, byli oficerowie armii estońskiej. Na pocz. sierpnia tego roku skierowano ich na okupowaną Białoruś w rejon Nowogródka. Uczestniczyli tam głównie w represjach i rozstrzeliwaniach miejscowej ludności, w tym Żydów. Pod koniec sierpnia batalion został przeniesiony pod Stalingrad. Na jego czele stał wówczas wcześniejszy dowódca 3 kompanii kpt. Harald Riipalu. Pod koniec 1942 r. batalion działał w składzie Kampfgruppe "von Stumpfeld". Na pocz. stycznia 1943 r. Estończyków wycofano do ojczyzny. W lutym tego roku batalion rozwiązano, a jego żołnierze weszli w skład innych oddziałów.